# Procris crenata
Procris crenata är en nässelväxtart som beskrevs av Charles Budd Robinson. Procris crenata ingår i släktet Procris och familjen nässelväxter. Inga underarter finns listade i Catalogue of Life.